# Golam izwor (obwód Łowecz)
Golam izwor (bułg. Голям извор) – wieś w Bułgarii, w obwodzie Łowecz, w gminie Tetewen. Według danych szacunkowych Ujednoliconego Systemu Ewidencji Ludności oraz Usług Administracyjnych dla Ludności, 15 września 2022 roku miejscowość liczyła 462 mieszkańców.
Wieś charakteryzuje się bogatą przyrodą, czystym powietrzem i zdrowym klimatem. Jest malowniczo położona wzdłuż środkowego biegu rzeki Osełnej. Do wsi przyłączono kilka wsi i przysiółków, które wyludniały: Gergow Chan, Suszica, Orlek, Oresza, Staro seło, Kiewo, Rawna, Krykożabene, Golamoto Usoe, Tuluszewec, Kriwina, Dyłga liwada oraz Rajnow pyt.

## Osoby związane z miejscowością

### Urodzeni
- Wasił Buszerow – bułgarski nauczyciel, członek Ochrydzkiego Komitetu Rewolucyjnego[3]